# فوتو ماکی ماتسوری زوشی

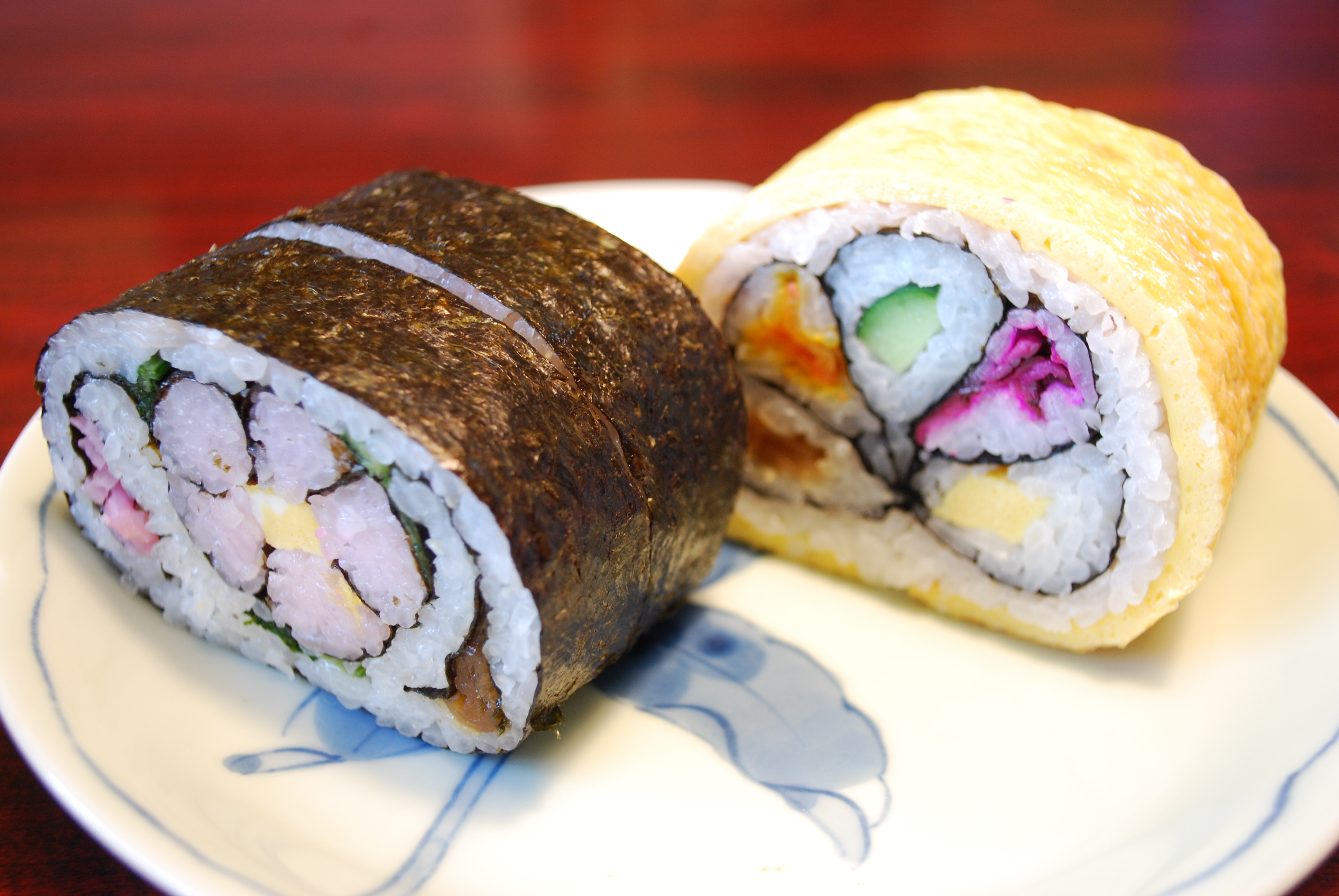
فوتوماکی ماتسوری‌زوشی

فوتوماکی ماتسوری‌زوشی (به ژاپنی: 太巻き祭り寿司 ふとまきまつりずし Futomaki matsurizushi) یا فوتوماکی زوشی یا هانازوشی (سوشی گل) یکی از انواع سوشی و معروفترین غذای سنتی استان چیبا است. تاریخ پیدایش آن به دوره کانسی (۱۸۰۰–۱۷۸۹ میلادی) برمی‌گردد. این نوع سوشی در مراسم‌های مربوط به کانکونسوزای
(به ژاپنی: 冠婚葬祭 かんこんそうさい)(مراسم‌های مهم خانوادگی نظیر تولد کودک، ازدواج و مرگ اعضای خانواده) برای مهمانان تهیه می‌شده است.
اشکال بکار رفته در آن بر حسب منطقه و خانواده تفاوت دارد. مواد داخل آن بر حسب شکل مورد نظر نهایی متفاوت است و حتی یک شکل توسط افراد مختلف ممکن است با مواد مختلف ایجاد شود. برای مواد داخلی ممکن است از خیار، نوزاوانا (یک نوع شور از برگ سبزیجات) و کانپیو نیز استفاده شود. در طرز تهیهٔ آن سعی می‌شود که هنگام برش سوشی، رنگ مواد غذایی داخل سوشی مانند آبنبات‌های رنگی جذاب و شاد به نظر بیایند. ممکن است مواد سوشی توسط یک لایه تخم مرغ یا جلبک کاغذ مانند نوری پیچانده شود.